# تروی (ویرجینیا)
تروی (به انگلیسی: Troy) یک منطقهٔ مسکونی در ایالات متحده آمریکا است که در Fluvanna County واقع شده‌است. تروی ۳٬۹۵۴ نفر جمعیت دارد و ۱۲۴٫۶۶ متر بالاتر از سطح دریا واقع شده‌است.